# Abraham Angermannus
Abraham Angermannus, ou Abrahamus Andreae Angermannus, est un homme d'Église suédois né vers 1540 à Sidensjö, dans l'Ångermanland, et mort en décembre 1607 au château de Gripsholm, dans le Södermanland. Il est archevêque d'Uppsala de 1593 à 1599.

## Biographie
Opposé à la liturgie du roi Jean III, trop proche du catholicisme à son goût, il est contraint de fuir en 1582 pour se réfugier en Allemagne, à la cour de la princesse Élisabeth de Suède, l'épouse du duc Christophe de Mecklembourg-Gadebusch. Il ne rentre en Suède qu'après la mort de Jean III, en 1592. Sa réputation d'intégrité doctrinale lui permet d'être élu archevêque d'Uppsala l'année suivante, lors du synode d'Uppsala.
L'archevêque Angermannus se distingue par son intransigeance vis-à-vis des pratiques catholiques qui persistent encore dans le royaume. Cette intransigeance est source de troubles, ce qui ne plaît guère au régent, le duc de Södermanland Charles. Leurs relations se dégradent, et l'archevêque rallie le camp du roi Sigismond. Reconnu coupable de haute trahison par le Parlement réuni à Linköping en 1599, il est déposé et termine sa vie en prison au château de Gripsholm.